# Таращанка (Житомирская область)
Таращанка (укр. Таращанка) — село на Украине, основано в 1720 году, находится в Новоград-Волынском районе Житомирской области.
Население по переписи 2001 года составляет 701 человек. Почтовый индекс — 11724. Телефонный код — 4141. Занимает площадь 2,118 км².

Современное село образовано из двух сел –  Княжа Звягельская и Княжа Корецкая, которые располагались по разным берегам реки Царем и относились ранее, во времена Речи Посполитой, соответственно к Звягельской и Корецкой волостями и  также, соответственно, к разным владельцам.
Первое письменное упоминание села Княжа Звягельская в пописи войска литовского за 1567 г., где указан, что Михаил Гарабурда – королевский писарь, ставил к службе почт (отряд) с волынских имений своей жены – Синяжа и Ходорковичовь.
В 1585 г. Гарабурда с женой Доменитрой Александровной Гетолтовной продали села Княжа в луцком повете и Цвиля (Малая) в киевском повете владельцу Звягельской волости – Константину Острожскому. О чём в 1586 г. князь Острожский позывал в суд супругов Гарабурдов о невыполнении условий договора и о не предоставлении документов и привилеев на право владения.
Исходя из этого можно предположить, что земли на которых находилось село Княжа Звягельская достались отцу Александра  Андреевича Гетолта – Гетовту (Андрею) Калениковичу, который был сыном известного  Каленика Мишковича, и который получил право владения на эти земли в привилее за 1437г.,  когда он за “верную службу” получил “ ... во Звягли: а Михеевичи, а Ходорковичи, а Тейковичи, ... " , так как упомянутые Михеевичи находятся ниже по течению реки Царем и далее за рекой Случь находятся Ходурки (Ходорковичи).

## Адрес местного совета
11723, Житомирская область, Новоград-Волынский р-н, с. Красиловка